# Nurek (1924)
„Nurek” – okręt-baza nurków Marynarki Wojennej II RP, w służbie w latach 1924–1936. Jednostka nie miała prawa używać prefiksu ORP.

## Historia i geneza
Po zorganizowaniu w styczniu 1921 roku Specjalnego Oddziału Nurków, stworzonego na potrzeby MW przez kmdr por. Witolda Żelechowskiego, potrzebna była odpowiednio wyposażona jednostka pływająca do obsługi nurków. 10 maja 1920 roku w Gdańsku za kwotę 225 000 zł zakupiono cztery motorówki i łodzie motorowo-żaglowe (oznaczono je od M-51 do M-55) na potrzeby I Batalionu Morskiego. Motorówka M-52 (eks. Freya) została wybrana do przebudowy na okręt-bazę nurków. Modernizacji dokonały Warsztaty Marynarki Wojennej w Modlinie. Przebudowa polegała m.in. na dodaniu pokładu na całej długości kadłuba, dobudowie pomieszczeń dla nurków czy masztu składanego. 

## Opis
Wyporność „Nurka” wynosiła 35 ton, natomiast długość, 20 metrów. Szerokość okrętu-bazy wynosiła 4,4 metra. Napęd motorówki „Nurek” stanowił 1 silnik o mocy 45 KM (przed przebudową 35 KM) napędzający jedną śrubę. Wyposażenie jednostki stanowiła powietrzna pompa nurkowa oraz jedna łódź czterowiosłowa. Załogę stanowiło od 11 do 13 osób (1 oficer i 10-12 podoficerów i marynarzy). Jednostka nie była uzbrojona.

## Służba
Podniesienie bandery na „Nurku” odbyło się w maju 1924 roku. Jednostka została podporządkowana Specjalnemu Oddziałowi Nurków. Pierwszym dowódcą został por. mar. Stefan Jacynicz, który pełnił obowiązki do 1928 roku. Jednostka nie miała wtedy prawa używać prefiksu ORP. Od 21 do 29 lipca 1925 roku, „Nurek”, wraz z zaokrętowanymi 13 nurkami pod dowództwem Jacynicza, przebywał w Gdańsku, prowadząc udaną operację podnoszenia z dna wraku torpedowca ORP „Kaszub”, który zatonął po eksplozji kotła. Nurkowie MW w sierpniu 1926 roku, za pomocą jednostki pływającej, z dna portu Gdyńskiego podnieśli motorówkę sztabową M-56. 1 kwietnia 1930 roku okręt-baza wszedł w skład Dywizjonu Szkolnego Floty. We wrześniu 1933 roku stanowisko dowódcy objął por. mar. Wacław Lipkowski. Z listy jednostek floty skreślono „Nurka” 24 września 1936 roku, po 12 latach eksploatacji. Byłą bazę nurków pocięto na złom prawdopodobnie jeszcze przed II wojną światową.
Spadkobiercą nazwy został nowy okręt nurkowy Marynarki Wojennej II RP ORP „Nurek”, zatopiony 1 września 1939 roku.

### Dowódcy[1][2]
- Por. mar. Stefan Jacynicz (1924–1928)
- Por. mar. Wacław Lipkowski (1933–1936)